# Papa Stefano VII
Stefano VII o VIII secondo una diversa numerazione (Roma, ... – Roma, febbraio 931) è stato il 124º papa della Chiesa cattolica dal 928 al 931, uno dei "papi cortigiani" nominati da Marozia.

## Biografia

### Origini ed elezione
Figlio di Teudemondo, Stefano VII era di origine romana (nonostante il nome germanico del padre) e, prima dell'elezione, era cardinale di Sant'Anastasia. Documenti della nobile famiglia amalfitana d'Ancora dicono che fosse appartenente ad un ramo romano di essa.  Non si sa quasi nulla della sua vita e, come il predecessore, fu un pontefice "di transizione", anche lui scelto da Marozia in attesa della successione, sul trono di Pietro, di suo figlio Giovanni.

### Pontificato
Come per altri papi dell'epoca, i dati cronologici riguardo all'elezione e alla consacrazione sono incerti: si oscilla tra il dicembre del 928 e il gennaio del 929. Non risulta alcun cardinale da lui nominato durante il suo pontificato.

#### L'elezione
Stefano fu eletto per volontà di Guido di Toscana (il signore de facto di Roma) come personalità di transizione - forse scelto con cura dalla moglie Marozia -  
fino a quando il figlio di Marozia, il futuro Giovanni XI, non avesse raggiunto l'età sufficiente per occupare il Soglio di Pietro. Subì notevolmente l'influenza della nobildonna, che da lui ottenne l'inconsueto titolo di senatrix Romanorum.

#### Governo della Chiesa
Stefano VII governò la Chiesa per circa due anni e tre mesi.

Durante gli anni del suo pontificato, Stefano confermò le prerogative di diversi monasteri in Francia e in Italia. In segno di gratitudine per averlo salvato dalle pressioni di Ugo d'Arles, concesse a Cante Gabrielli la carica di amministratore pontificio a Gubbio e il comando di alcune fortezze. Stefano fu noto anche per la severità con cui punì i sacerdoti che avevano una condotta immorale
Evidentemente fu anche il primo papa a radersi la barba: così almeno è raccontato nelle cronache bizantine (sicuramente non favorevoli ai vescovi di Roma) del XII secolo.
Stefano non ebbe parte attiva nel governo di Roma, essendo il potere temporale nelle mani di Guido di Toscana; tuttavia, intervenne nella questione della successione nell'Impero carolingio e per due volte minacciò di scomunicare i Franchi e i Burgundi se non avessero riconosciuto come loro re Luigi IV, figlio di Carlo III il Semplice.

### Morte e sepoltura
Stefano VII morì nel febbraio del 931. È sepolto nelle Grotte Vaticane. Flodoardo di Reims lo ricorda con quest'epitaffio:
(Moroni, p. 312)